# Sockerbruket Planeten
Sockerbruket Planeten var ett av tre sockerbruk/sockerraffinaderier i Norrköping på 1700-talet. De två andra var Sockerbruket Patrioten, också på Saltängen och Sockerbruket Gripen vid Stora Rådstugugatan.
Planeten grundades av Casper Rode, han anhöll om tillstånd 1738, började bygga 1740 och produktionen drog igång 1742. Planeten låg på tomterna kvarteret Spinnhuset 2 och 3 i stadsdelen Saltängen, på Saltängsgatan 23. Byggnaderna revs 1916, men en sockertopp i sten bevarades från Planeten och sitter på husets gårdssida. Råsocker importerades från Västindien och förädlades i Sverige till toppsocker och sirap. Planetens första mästare var H.G Haverman från Hamburg. Produktionen pågick till 1856, men med driftsavbrott på omkring tio år i slutet av 1700-talet, på grund av råvarubeist under de franska revolutionskrigen. Fabriksbyggnaden revs 1916, och i dess ställe uppfördes bostadshuset Apeltoffska huset.
År 1750 byggde Caspar Rode ett bostadshus, Caspar Rodes palats, till sig själv på tomten bredvid sockerbruket, Saltängsgatan 25.

## Ägare
Caspar Rode drev Planeten till 1754, då hans son Gustav Adolf övertog verksamheten och drev den i två år, innan han sålde den till Adelswärd och Wahlsten 1756. Nästa ägare var Wolter Petersen, som tog över verksamheten 1762. Enligt en karta från 1783 (LMS akt D75-1:28) ägde han (hofintendent af Petterssen) alla tomter i kvarteret Spinnhuset. Petersens son övertog verksamheten och efter honom övertog P.G Wadström verksamheten 1791.

## Arkeologi
Flera arkeologiska undersökningar har gjorts i kvarteret Spinnhuset. En undersökning utförd av Arkeologi konsult 2012 på tomterna 7 och 12, hittade spår av sockerbrukets verksamhet. Fynd som sockertoppsformar och sirapskrus. Undersökningen hittade också spår av bebyggelse äldre än sockerbruket och spår av tidigare odling. Fragment av sockertoppsformar från undersökning är utställda i basutställningar på både Norrköpings stadsmuseum och Östergötlands museum. 